# Палац Шмідта (Броди)
Палац Вільґельма Шмідта — палац-садиба родини австрійського підприємця та великого землевласника Вільґельма Фредерика Шмідта, що розташований у південно-західній частині міста Броди Львівської області, у місцевості Шваби. 

## Розташування
Палац з його прилеглою територією (6,98 га) розташований на території колишнього німецького поселення Шваби — у південно-західній частині міста Броди. Протягом шістдесяти років палац знаходився в межах території військової частини A-3522, розформованої 2005 року. З боку головного входу територія палацу обмежена вулицею Йозефа Рота.

## Опис
Будівля палацу споруджена на початку ХХ століття у стилі сецесії. Споруда двоповерхова, з мансардними та підвальними просторими кімнатами. Головний фасад у центрі прикрашений портиком.
До палацового комплексу входять ще кілька будівель — двоповерховий господарський корпус для прислуги або гостей, колишні стайні та візовня, колишні промислові та складські будівлі.

## Історія
Колись ці землі належали до підміського села Смільне. Поселення Шваби швидко розвинулося в другій половині XIX століття (після прокладення залізниці та будівництва вокзалу), а особливо на початку XX століття, коли Бродівський маєток придбав підприємець Вільґельм Шмідт. Ще до початку першої світової війни тут сформувалась промислова зона, де працювало чимало підприємств, а для робітників споруджено багато будинків.  На початку 1900 року Вільгельм Шмідт розбудував велике деревообробне підприємство — тартаки спілки «Фореста» між Старими Бродами та Смільним. У 1923 році тартак, що мав дві пилорами та сім циркулярних пил, продукував понад 13 тисяч кубометрів сосни і 3,3 тисячі кубометрів дубини та вільшини. Тартаки були сполучені з лісовими комплексами на північний захід від Бродів вузькоколійною залізницею довжиною понад 60 км. Шмідт був найбільшим землевласником Бродського повіту, окрім Швабів йому належало чимало населених пунктів, де також було побудовано багато промислових будівель: цегелень, ґуралень, житлових будинків, що входили до складу «фільварків Шмідта». Також мав багато маєтків на території Брідщини, у тому числі Палац Потоцьких в Конюшкові. Окрім промислових та житлових об'єктів, на території Швабів до першої світової війни розташовувалося два палаци і парк. 
По другій світовій війні на Швабах залишився лише один вцілілий палац з господарськими будинками. На території вцілілого «фільварку Шмідта» дислокувалася військова частина. На першому поверсі палацу містилися казарми, на другому — адміністрація, у підвальному приміщенні — спортивна зала. Парк навколо палацу було зруйновано, промислові та господарські будівлі переобладнали під склади для боєприпасів. У жовтні 2005 року військова частина A-3522 розформована.

### Сучасний стан
Палац не має жодного охоронного статусу. Будівля та прилегла територія є власністю Міністерства оборони України. Нині палац і територія навколо стоїть пусткою. Кинута на поталу часу, під впливом природних чинників, будівля інтенсивно руйнується.

## Галерея

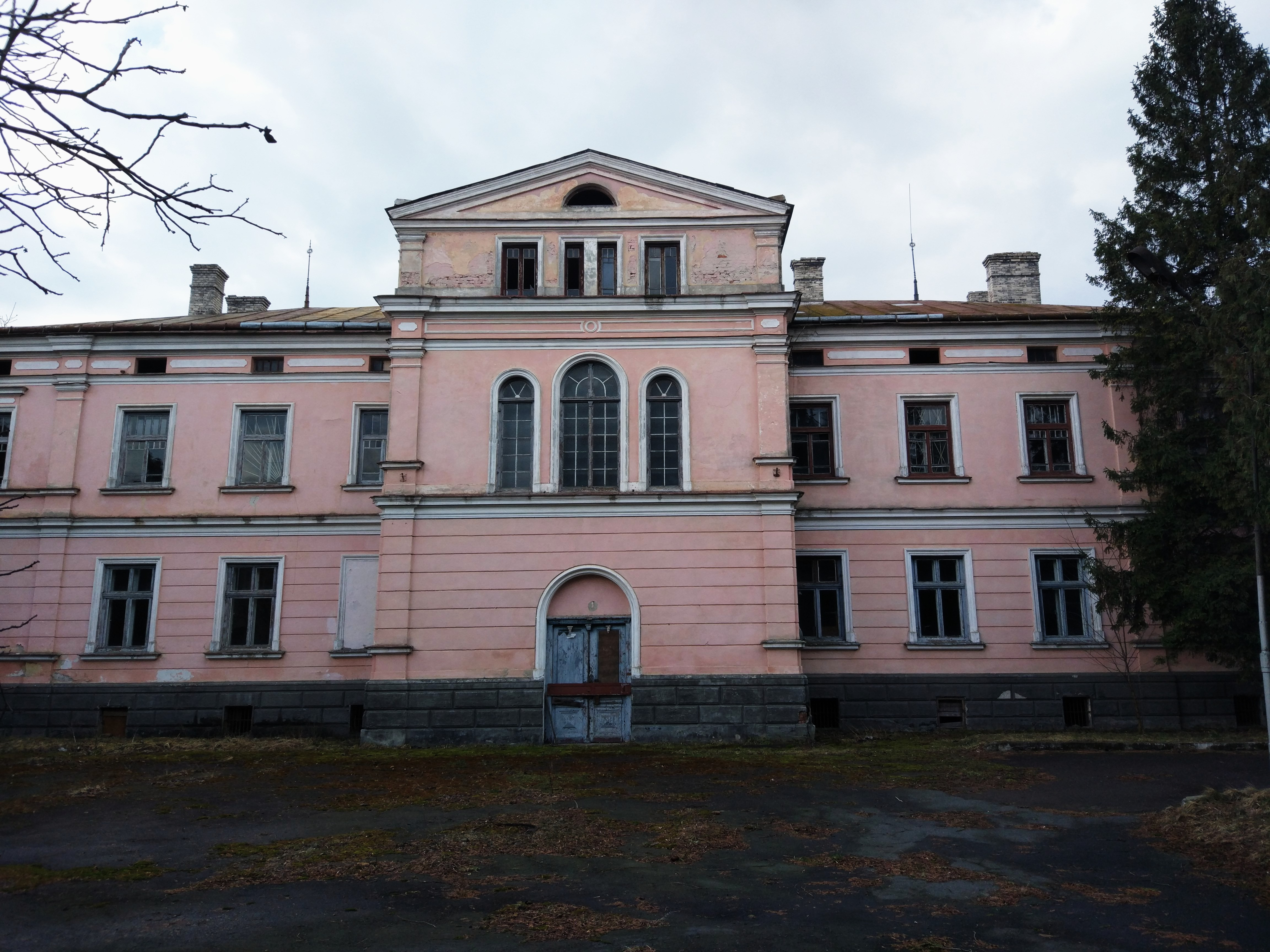
Тильний фасад
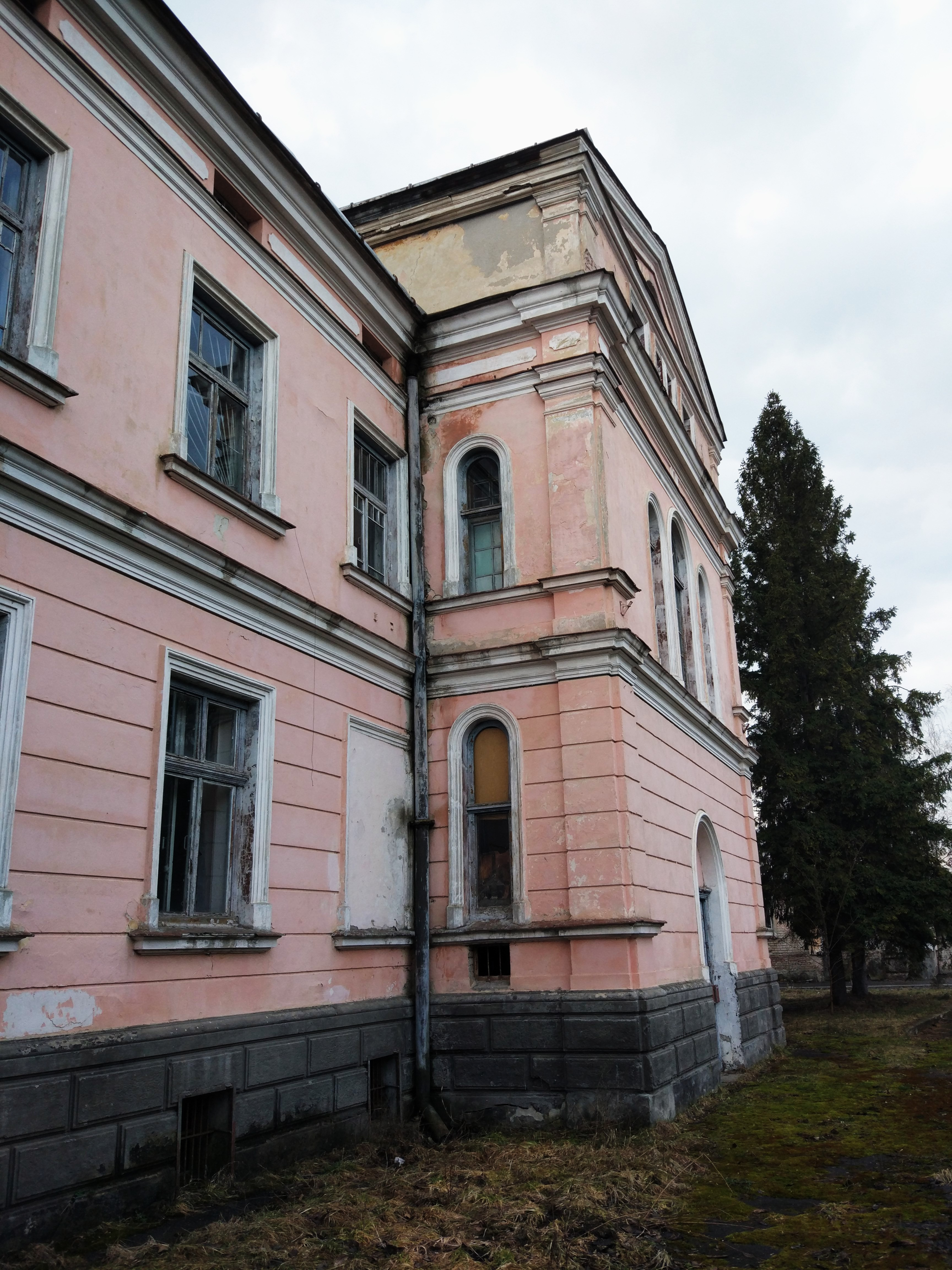
Палац Шмідта
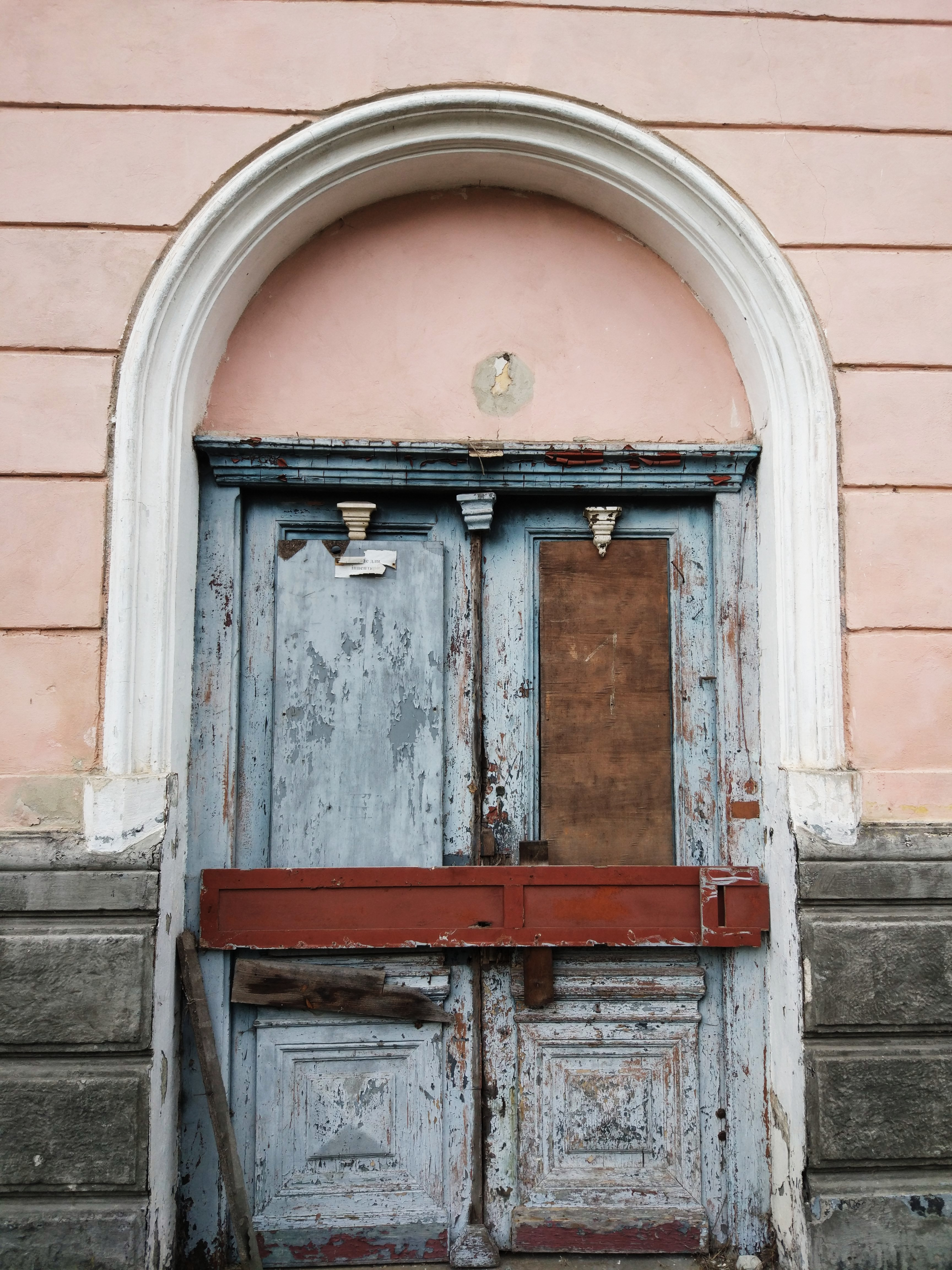
Парковий (тильний) вхід
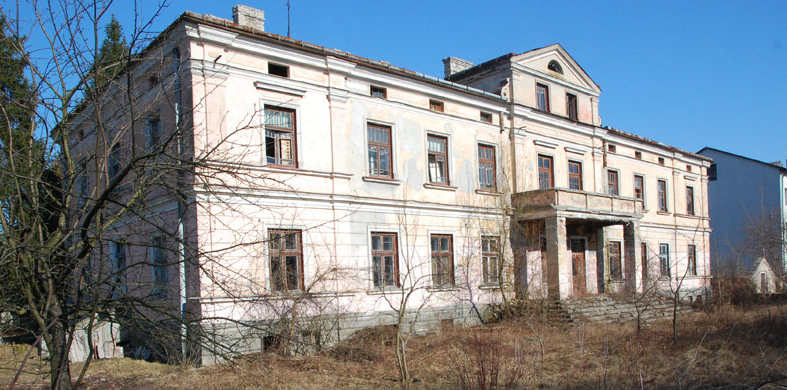
Перед головним входом
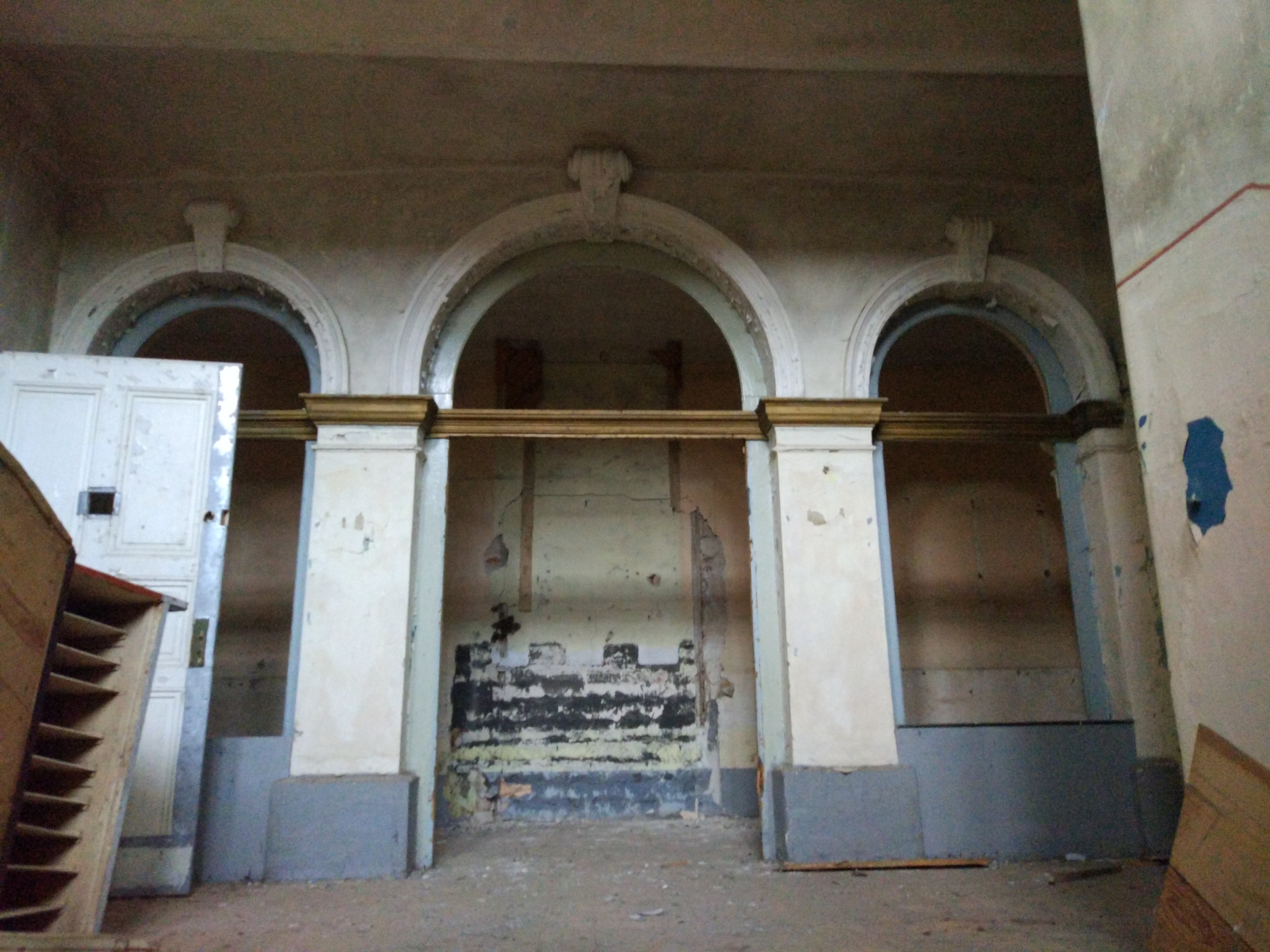
Вестибюль на першому поверсі
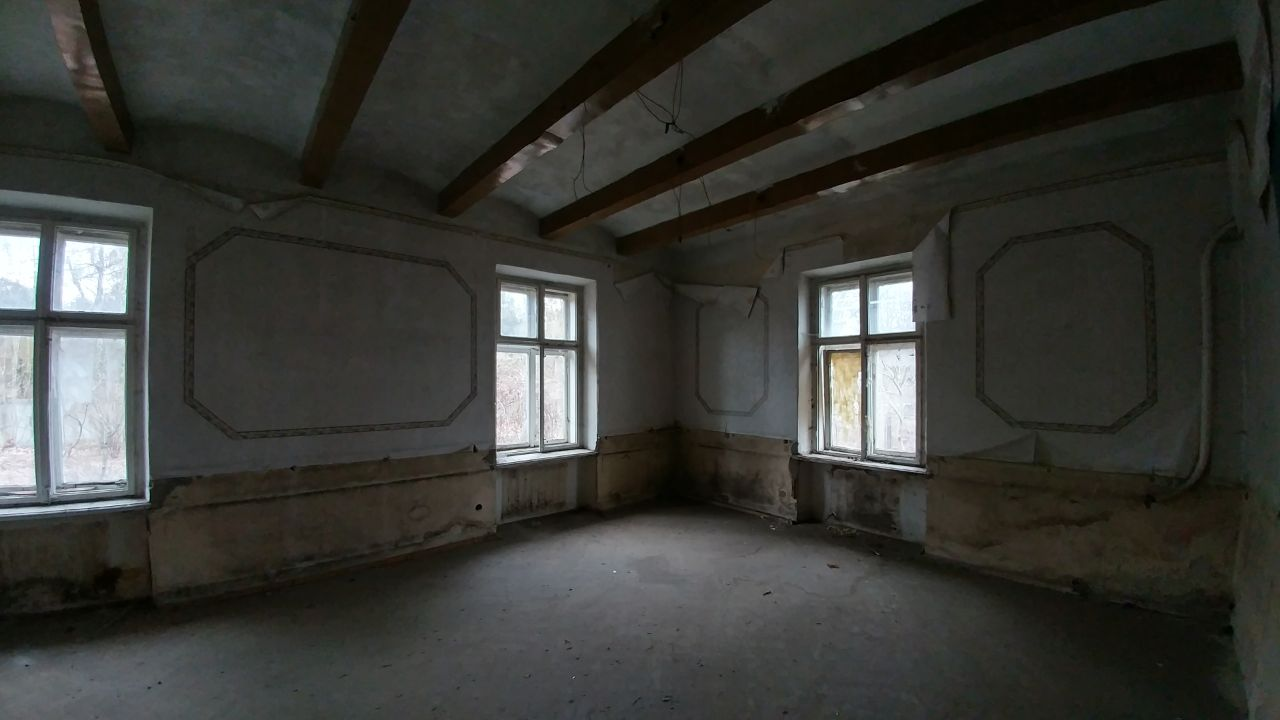
Одна з кімнат на першому поверсі
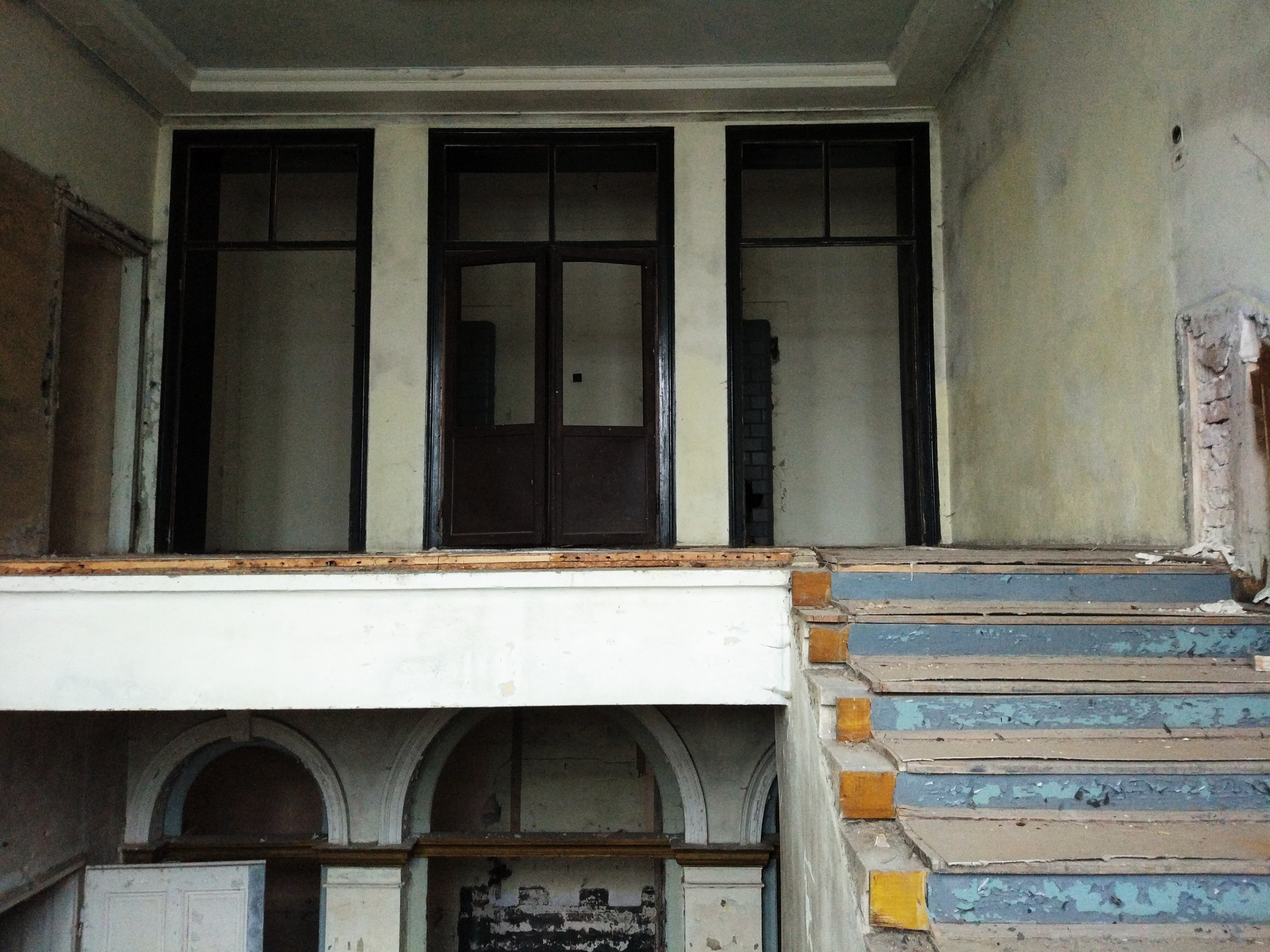
Сходова клітка між першим та другим поверхами
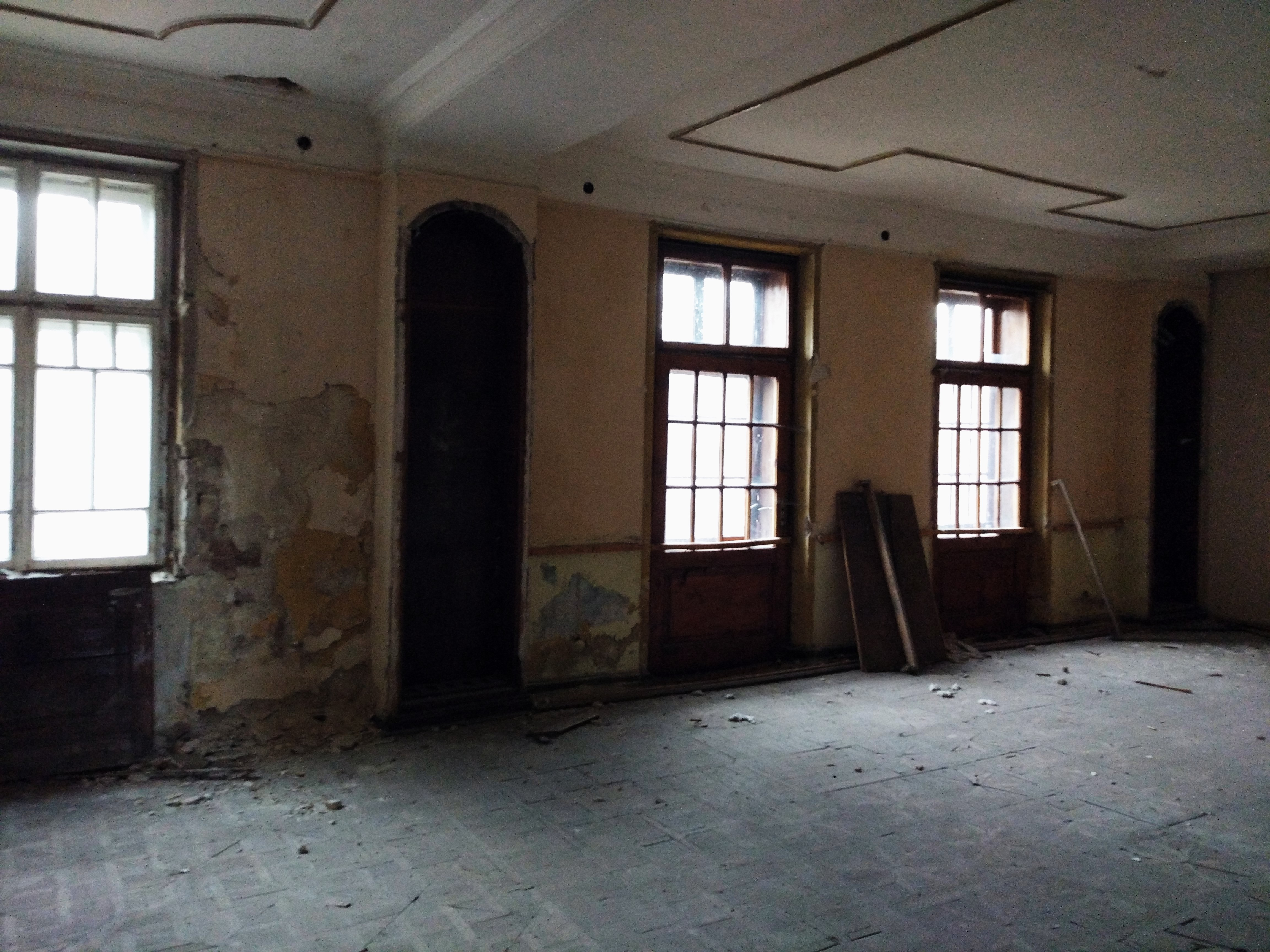
Одна з кімнат. Вихід на балкон
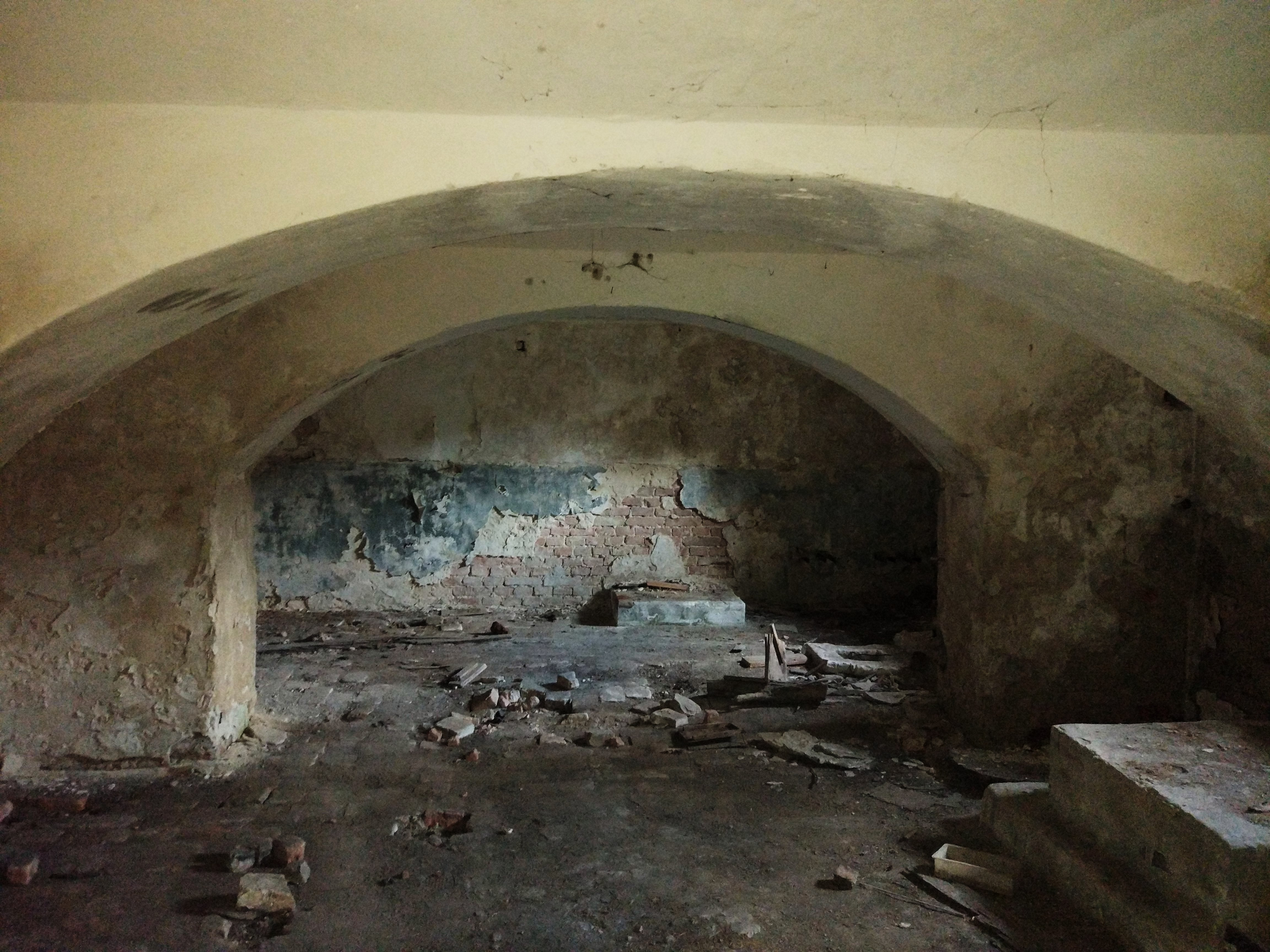
Одне з підвальних приміщень
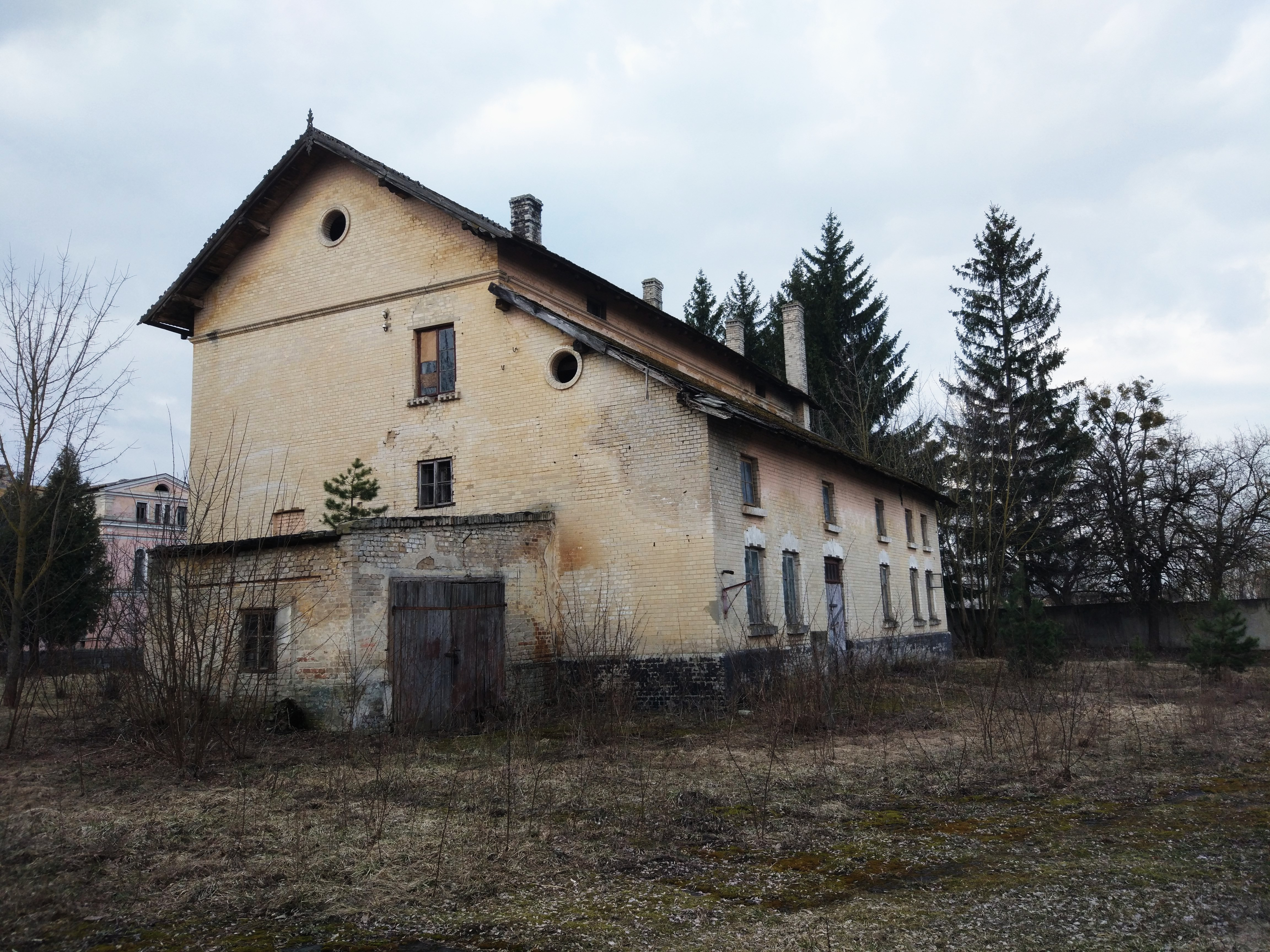
Господарський корпус
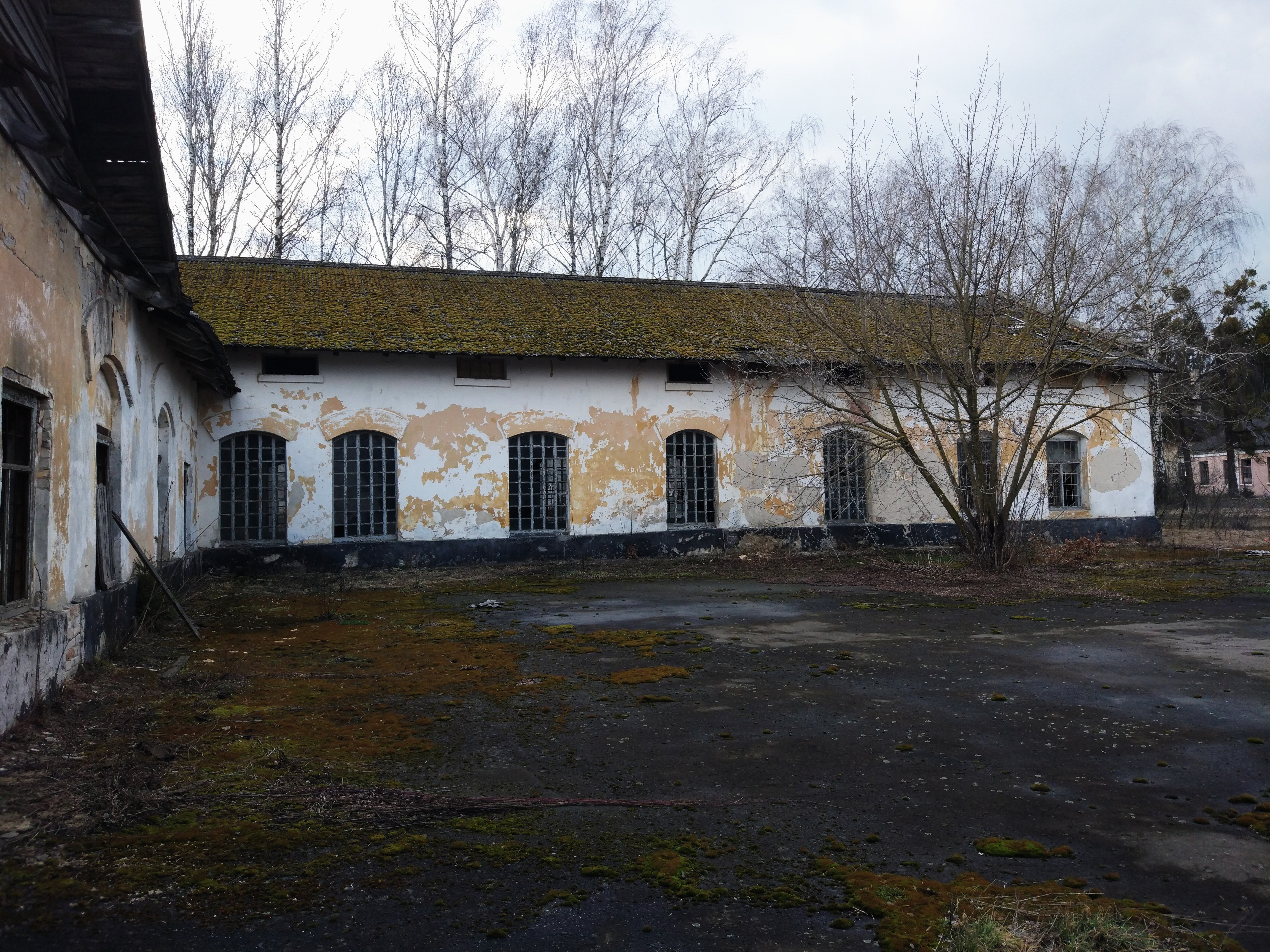
Складська будівля
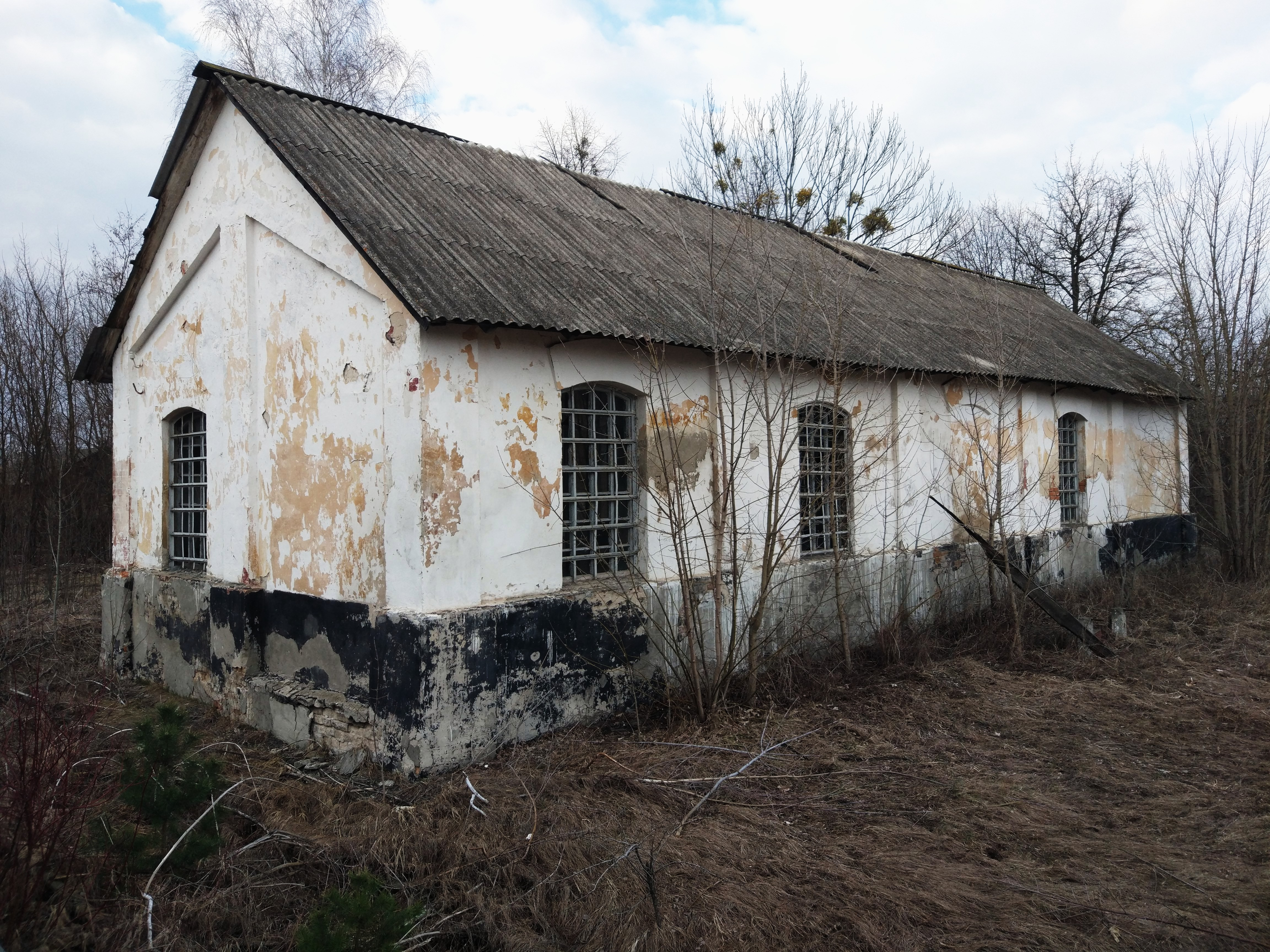
Господарська будівля